# Jan Wilhelm Friso
Jan Wilhelm Friso, właśc. Johan Willem Friso (ur. 4 sierpnia 1687 w Dessau, zm. 14 lipca 1711 w Strijensas k. Moerdijk) – stadhouder w prowincji Fryzja i Groningen, był też kapitanem generalnym (Captain-General). Nie został stadhouderem całej Republiki Zjednoczonych Prowincji Niderlandów z powodu protestów opozycji. Sprzeciwił się temu Simon van Slingelandt, ówczesny wielki pensjonariusz Holandii, przewodzący frakcji republikańskiej.

## Życiorys
Jego ojcem był Henryk Kazimierz II z Nassau-Dietz, a matką Henrietta Amalia z Anhalt-Dessau. Gdy jego kuzyn, król Anglii i Szkocji Wilhelm III Orański, zginął w wypadku w 1702, Friso odziedziczył po nim tytuł księcia Oranii. W trakcie wojny o sukcesję hiszpańską (1701–1714) Friso służył jako generał armii. Bitwa pod Malplaquet (1709) kosztowała życie wielu holenderskich żołnierzy, ponieważ Friso kłócił się wówczas z bardziej doświadczonym sojuszniczym wodzem, Brytyjczykiem Johnem Churchillem, księciem Marlborough.
Podczas powrotu z frontu 23-letni książę utonął 14 lipca 1711 roku, w rzece niedaleko Moerdijk. Krótko po tym tragicznym wypadku urodził się jego syn pogrobowiec Wilhelm IV Orański (1711–1751) – pierwszy dziedziczny stadhouder Republiki Zjednoczonych Prowincji.